# Kaltki
Kaltki – wieś w Polsce, w województwie warmińsko-mazurskim, w powiecie ełckim, w gminie Stare Juchy, nad jeziorem Jędzelewo.
W latach 1975–1998 miejscowość administracyjnie należała do województwa suwalskiego.

## Nazwa
Nazwa wsi wzmiankowana była po raz pierwszy w 1480 roku w postaci Kaltken. 18 sierpnia 1938 roku Kaltken przemianowano na Kalthagen. Polska nazwa Kałtki została wprowadzona oficjalnie 8 listopada 1948 roku. 1 stycznia 2025 roku nazwę miejscowości zmieniono na Kaltki.